# Convenció del Metre
La Convenció del Metre (Convention du Mètre) és un tractat internacional signat el 20 de maig del 1875 a París per 17 estats amb el propòsit d'establir una autoritat mundial en el camp de la metrologia. Aquest tractat va substituir la Comissió internacional del metre que havia funcionat des del 1870.
Per portar a terme els propòsits fundacionals es van crear tres organismes, la Conferència General de Pesos i Mesures, el Comitè Internacional de Pesos i Mesures i l'Oficina Internacional de Pesos i Mesures. La Convenció delega en aquests organismes l'autoritat per actuar en el domini de la metrologia assegurant una harmonització de la definició de les diferents unitats de mesura. Els treballs d'aquests organismes va portar a la creació del Sistema Internacional d'Unitats (SI).
- La Conferència General de Pesos i Mesures és formada pels delegats dels estats membres de la Convenció del Metre. Es reuneix cada quatre anys a París, la 22a CGPM es va fer en novembre del 2018.[3]
- El Comitè Internacional de Pesos i Mesures està compost per 18 persones, corresponents a diferents estats membres de la Convenció del Metre. La seva funció és la de promoure la utilització d'unitats de mesura uniformes i, en aquest sentit, sotmetre projectes de resolució a la Conferència General de Pesos i Mesures. Es recolza sobre els treballs de diferents comitès consultius.
- L'Oficina Internacional de Pesos i Mesures, amb seu a Sèvres, és sota la vigilància del Comitè Internacional de Pesos i Mesures i la seva tasca consisteix a conservar els prototips internacionals dels patrons de mesura i la comparació i el calibratge dels prototips dels diferents països amb els internacionals.

La Convenció del Metre va ser modificada el 1921. A 1 de gener del 2007 era formada per 51 estats membres i 22 estats associats a la conferència general.

## Estats membres de la Convenció del Metre
| Estats membres - Alemanya - Argentina - Austràlia - Austria - Bèlgica - Brasil - Bulgària - Camerun - Canadà - Corea del Nord - Corea del Sud - Dinamarca - Dominica - Egipte - Eslovàquia - Espanya - Estats Units | Estats membres - França - Finlàndia - Gran Bretanya - Grècia - Països Baixos - Hongria - Índia - Indonèsia - Iran - Irlanda - Israel - Itàlia - Japó - Malàisia - Mèxic - Noruega - Nova Zelanda | Estats membres - Pakistan - Polònia - Portugal - Romania - Rússia - Sèrbia - Singapur - Sud-àfrica - Suècia - Suïssa - República Txeca - Tailàndia - Turquia - Uruguai - Veneçuela - Xile - Xina |

## Estats associats a la Conferència General de Pesos i Mesures
| Estats associats - Belarús - Comunitat del Carib (CARICOM) - Costa Rica - Croàcia - Cuba - Equador - Eslovènia - Estònia - Filipines - Hong Kong (Xina) - Jamaica | Estats associats - Kazakhstan - Kenya - Letònia - Lituània - Macedònia del Nord - Malta - Panamà - República de Moldàvia - Taiwan - Ucraïna - Vietnam |